# 긴조 대학
긴조 대학(일본어: 金城大学, 영어: Kinjo University)은 이시카와현 하쿠산시 카사마정에 본부를 둔 일본의 사립대학이다.
2000년에 설치되었다. 부속으로 긴조학원단기대학부가 있다.